# Japan Women's Open Tennis 2017
Il Japan Women's Open Tennis 2017 (noto anche come Hashimoto Sogyo Japan Women's Open per motivi di sponsorizzazione) è stato un torneo di tennis giocato sul cemento all'aperto. È stata la nona edizione del Japan Women's Open Tennis, che fa parte della categoria WTA International nell'ambito del WTA Tour 2017. Si è giocato a Tokyo, in Giappone, dall'11 al 17 settembre 2017.

## Partecipanti

### Teste di serie
| Nazionalità | Giocatore           | Ranking* | Testa di serie |
| ----------- | ------------------- | -------- | -------------- |
| Francia     | Kristina Mladenovic | 13       | 1              |
| Cina        | Zhang Shuai         | 26       | 2              |
| Belgio      | Elise Mertens       | 39       | 3              |
| Rep. Ceca   | Kristýna Plíšková   | 41       | 4              |
| Australia   | Samantha Stosur     | 44       | 5              |
| Giappone    | Naomi Ōsaka         | 45       | 6              |
| Stati Uniti | Alison Riske        | 49       | 7              |
| Kazakistan  | Yulia Putintseva    | 50       | 8              |

* Ranking al 28 agosto 2017.

### Altre partecipanti
Le seguenti giocatrici hanno ricevuto una wild card:
- Kimiko Date
- Kristina Mladenovic
- Kristýna Plíšková

Le seguenti giocatrici sono passate dalle qualificazioni:

- Zarina Diyas
- Jana Fett
- Miyu Katō
- Danka Kovinić

## Campionesse

### Singolare
Zarina Diyas ha sconfitto in finale  Miyu Katō con il punteggio di 6–2, 7–5.
- È il primo titolo in carriera per la Diyas.

### Doppio
Shūko Aoyama /  Yang Zhaoxuan hanno sconfitto in finale  Monique Adamczak /  Storm Sanders con il punteggio di 6–0, 2–6, [10–5].